# Vanilija
Vanilija (lat. Vanilla) je biljni rod iz porodice orhideja. 

## Opis i porijeklo vanilije
Zemlja iz koje potječe je Meksiko, a presadili su je prije nekoliko stoljeća na Madagaskar i susjedne otoke (Bourbon - burbon) te na Tahiti. Beru se nedozreli plodovi (jer se zreli plodovi raspucaju), suše se na suncu ili ispiru u vrućoj vodi. Zatim se zamataju u vunene gunjeve, tako započinje vrenje i mahune postaju tamnosmeđe. Tijekom vrenja na površini mahuna razvijaju se vrlo sitni bijeli kristalići, tzv. vanilin.
Vanilija ima intenzivan i ugodan miris.
Najbolje su sorte vanilije iz Meksika. Europsko tržište uvozi vaniliju s otoka Indijskog oceana, a najfinija roba nosi oznaku burbonska vanilija. Duljina mahune je od 10 do 22 cm. Kakvoća mahune određuje se po tome što je mahuna duža i elastičnija, površina sjajnija i tamnija s više vanilina, kakvoća je bolja. Vanilin brzo hlapi, pa se kod dobre robe svaka mahuna pakira u staklenu ili plastičnu cjevčicu s dobrim zatvaračem.

## Upotreba vanilije
Vanilija se smatra najfinijom mirodijom u slastičarstvu. Mnogo se troši u proizvodnji kolača, nekih vrsta peciva, čokolade pa i u proizvodnji likera. 

## Vrste
1. Vanilla abundiflora J.J.Sm.
2. Vanilla africana Lindl.
3. Vanilla albida Blume
4. Vanilla andamanica Rolfe
5. Vanilla andina Damian & H.Garzón
6. Vanilla angustipetala Schltr.
7. Vanilla annamica Gagnep.
8. Vanilla aphylla Blume
9. Vanilla appendiculata Rolfe
10. Vanilla arcuata Pansarin & M.R.Miranda
11. Vanilla armoriquensis Damian & Mitidieri
12. Vanilla aspericaulis Sambin & Chiron
13. Vanilla atropogon Schuit., Aver. & Rybková
14. Vanilla bahiana Hoehne
15. Vanilla bakeri Schltr.
16. Vanilla bampsiana Geerinck
17. Vanilla barbellata Rchb.f.
18. Vanilla barrereana Veyret & Szlach.
19. Vanilla bertoniensis Bertoni
20. Vanilla bicolor Lindl.
21. Vanilla borneensis Rolfe
22. Vanilla bradei Schltr. ex Mansf.
23. Vanilla calopogon Rchb.fil.
24. Vanilla calyculata Schltr.
25. Vanilla capixaba Fraga & D.R.Couto
26. Vanilla cardinalis Aver. & Nuraliev
27. Vanilla ceronii Dodson ex Szlach. & Kolan.
28. Vanilla chalotii Finet
29. Vanilla chamissonis Klotzsch
30. Vanilla claviculata Sw.
31. Vanilla cobanensis Archila
32. Vanilla cochlearilabia Archila, Chiron & Menchaca
33. Vanilla colombiana Rolfe
34. Vanilla corinnae Sambin & Chiron
35. Vanilla costaricensis Soto Arenas
36. Vanilla coursii H.Perrier
37. Vanilla cribbiana Soto Arenas
38. Vanilla cristagalli Hoehne
39. Vanilla cruenta (Aver. & Vuong) Karremans, Damian & Léotard
40. Vanilla decaryana H.Perrier
41. Vanilla decesareae Ormerod & Cootes
42. Vanilla denshikoira Flanagan & Ospina-Calderón
43. Vanilla diabolica P.O'Byrne
44. Vanilla dietschiana Edwall
45. Vanilla dilloniana Correll
46. Vanilla dressleri Soto Arenas
47. Vanilla dubia Hoehne
48. Vanilla dungsii Pabst
49. Vanilla edwallii Hoehne
50. Vanilla espondae Soto Arenas
51. Vanilla esquipulensis Archila & Chiron
52. Vanilla fimbriata Rolfe
53. Vanilla francoisii H.Perrier
54. Vanilla gardneri Rolfe
55. Vanilla giulianettii F.M.Bailey
56. Vanilla grandifolia Lindl.
57. Vanilla griffithii Rchb.f.
58. Vanilla guatemalensis Archila
59. Vanilla guianensis Splitg.
60. Vanilla hallei Szlach. & Olszewski
61. Vanilla hamata Klotzsch
62. Vanilla hartii Rolfe
63. Vanilla havilandii Rolfe
64. Vanilla helleri A.D.Hawkes
65. Vanilla heterolopha Summerh.
66. Vanilla hostmannii Rolfe
67. Vanilla humblotii Rchb.f.
68. Vanilla imperialis Kraenzl.
69. Vanilla inodora Schiede
70. Vanilla insignis Ames
71. Vanilla javieri Bar.-Colm.
72. Vanilla kaniensis Schltr.
73. Vanilla karen-christianae Karremans & P.Lehm.
74. Vanilla kempteriana Schltr.
75. Vanilla kinabaluensis Carr
76. Vanilla labellopapillata A.K.Koch, Fraga, J.U.Santos & Ilk.-Borg.
77. Vanilla leprieurii Portères
78. Vanilla lindmaniana Kraenzl.
79. Vanilla madagascariensi s Rolfe
80. Vanilla marmoreisense Soto Calvo, Esperon & Sauleda
81. Vanilla martinezii Soto Arenas
82. Vanilla methonica Rchb.f. & Warsz.
83. Vanilla mexicana Mill.
84. Vanilla moonii Thwaites
85. Vanilla nigerica Rendle
86. Vanilla norashikiniana Go & Raffi
87. Vanilla ochyrae Szlach. & Olszewski
88. Vanilla odorata C.Presl
89. Vanilla organensis Rolfe
90. Vanilla oroana Dodson
91. Vanilla ovata Rolfe
92. Vanilla palembanica Teijsm. & Binn.
93. Vanilla palmarum (Salzm. ex Lindl.) Lindl.
94. Vanilla paludosa Pansarin, J.M.Aguiar & A.W.C.Ferreira
95. Vanilla parvifolia Barb.Rodr.
96. Vanilla paulista Fraga & Pansarin
97. Vanilla penicillata Garay & Dunst.
98. Vanilla perexilis Bertoni
99. Vanilla perrieri Schltr.
100. Vanilla phaeantha Rchb.f.
101. Vanilla phalaenopsis Rchb.f. ex Van Houtte
102. Vanilla pierrei Gagnep.
103. Vanilla pilifera Holttum
104. Vanilla planifolia Andrews
105. Vanilla platyphylla Schltr.
106. Vanilla poitaei Rchb.f.
107. Vanilla polylepis Summerh.
108. Vanilla pompona Schiede
109. Vanilla porteresiana Szlach. & Veyret
110. Vanilla raabii Ormerod & Cootes
111. Vanilla ramificans J.J.Sm.
112. Vanilla rebecae Archila & Chiron
113. Vanilla ribeiroi Hoehne
114. Vanilla rivasii Molineros, R.T.González, Flanagan & J.T.Otero
115. Vanilla rojasiana Hoehne
116. Vanilla roscheri Rchb.f.
117. Vanilla ruiziana Klotzsch
118. Vanilla sanguineovenosa Go & Raffi
119. Vanilla sanjappae Rasingam, R.P.Pandey, J.J.Wood & S.K.Srivast.
120. Vanilla sarapiquensis Soto Arenas
121. Vanilla schwackeana Hoehne
122. Vanilla seranica J.J.Sm.
123. Vanilla seretii De Wild.
124. Vanilla shenzhenica Z.J.Liu & S.C.Chen
125. Vanilla siamensis Rolfe ex Downie
126. Vanilla somae Hayata
127. Vanilla sotoarenasii M.Pignal, Azof.-Bolaños & Grisoni
128. Vanilla sprucei Rolfe
129. Vanilla sumatrana J.J.Sm.
130. Vanilla taiwaniana S.S.Ying
131. Vanilla tiendatii Vuong, V.H.Bui, V.S.Dang & Aver.
132. Vanilla trigonocarpa Hoehne
133. Vanilla utteridgei J.J.Wood
134. Vanilla walkerae Wight
135. Vanilla wariensis Schltr.
136. Vanilla weberbaueriana Kraenzl.
137. Vanilla wightiana Lindl. ex Wight
138. Vanilla yanesha Damian